# Хјуз Х-1 Рејсер
Хјуз Х-1 Рејсер (енгл. Hughes H-1 Racer) је тркачки авион којег је креирао Хауард Хјуз 1935. године. Поставио је светски рекорд у брзини лета и трансконтиненталној брзини преко Сједињених Држава. Х-1 Рејсер је био последњи ваздухоплов којег је изградило приватно лице а да је поставио светски рекорд у брзини; већина ваздухоплова који су држали рекорд од тада били су војни пројекти.

## Развој
Током рада на свом филму Анђели пакла, Хауард Хјуз је запослио Глена Одекирка да одржава флоту од преко 100 ваздухоплова који су се користили у производњи. Њих двојица су делили заједнички интерес за ваздухопловство и направили су план за изградњу авиона који ће оборити рекорд. Ваздухоплов је претрпео многа имена, али је остао опште познат као Х-1. Био је то први модел авиона који је произвела компанија Хјуз еркрафт.
Студије дизајна започеле су 1934. године са захтевним размерним моделом (дужине преко два стопе) који је тестиран у аеро-тунелу Калифорнијског технолошког института, откривајући потенцијал брзине од 587 километара на час.

## Дизајн
Аеродинамичност је била најважнији критеријум дизајна који је резултирао „једним од најчистијих и најелегантнијих дизајна ваздухоплова икада изграђених.” Многе револуционарне технологије развијене су током процеса изградње, укључујући појединачно обрађене заковице у равнини које су оставиле алуминијумску оплату авиона потпуно глатком. Х-1 је такође имао увлачиви стајни трап како би се додатно повећала брзина авиона, укључујући потпуно увлачиви хидраулично активирани клизни реп. Опремљен је Pratt & Whitney R-1535 Twin Wasp Junior дворедним 14-цилиндричним радијалним мотором од 25,15 литара, који је, иако првобитно оцењен на 700 коњских снага, био подешен да оствари више од 1.000 коњских снага.
С обзиром на то да су за тркачке авионе предвиђене две различите улоге, припремљен је сет крила кратког распона за ваздушне трке и рекорде брзине и сет „дугих” крила за трке у кросу.

## Оперативна историја
Хјуз је пилотирао током првог лета 13. септембра 1935. на Мартин Филду код Санта Ане у Калифорнији и одмах је оборио светски рекорд у брзини копненог авиона достигавши просечно 567,12 km/h током четири временска проласка. Ваздухоплов је био напуњен минималном количином горива како би се смањила тежина, а Хјуз није требало да направи трећи и четврти пролаз, чиме је исцрпео залихе горива. Хјуз је успео да се сруши на поље репе јужно од Санта Ане, али није се озбиљније повредио, а и Х-1 је прошао без тежих оштећења. Када су његови сународници стигли на место несреће, Хјуз је рекао „Можемо је поправити; она ће ићи брже.” У то време светски рекорд у брзини хидроавиона био је 709,2 km/h, који је поставио Macchi M.C.72 у октобру 1934. године.
Хјуз је касније имплементирао мање промене у Х-1 Рејсер како би га учинио погоднијим за покушај трансконтиненталног рекорда у брзини. Најзначајнија промена била је уградња новог, дужег крила које је авиону дало мање оптерећење крила. Дана 19. јануара 1937. године, годину и по дана након претходног рекорда брзине копнених авиона са Х-1, Хјуз је поставио нови трансконтинентални рекорд брзине летећи непрекидно од Лос Анђелеса до Њујорка за 7 сати, 28 минута и 25 секунди. Он је оборио сопствени претходни рекорд од 9 сати, 27 минута за два сата. Његова просечна брзина током лета износила је 518 km/h.
С обзиром да су савремени авиони били двокрилни авиони, Хјуз је у потпуности очекивао да ће Ваздушни корпус америчке војске прихватити нови дизајн његовог авиона и учинити Х-1 основом за нову генерацију америчких борбених авиона. Његови покушаји да „прода” дизајн били су неуспешни. У послератном сведочењу пред Сенатом, Хјуз је указао да је отпор иновативном дизајну била основа за одбијање Х-1 од стране Корпуса: „Покушао сам да продам тај авион војсци, али су га одбили јер у то време војска није мислила да је конзолни једнокрилни авион био прави избор за потернички брод ...”
Ваздухопловни историчари сматрају да је Х-1 Рејсер можда инспирисао касније ловце са радијалним моторима, као што су P-47 тандерболт и Фоке-Вулф Fw-190. Након рата, Хјуз је тврдио како је „свима било очигледно да је јапански ловац Зеро био копија Хјуз Х-1 Рејсера”. Упућивао је на облик крила, дизајн репа и општу сличност Зероа и његовог тркача. Џиро Хорикоши, дизајнер Мицубиши Зероа јасно је порекао тврдње да је Хјузов Х-1 утицао на дизајн јапанског ловачког авиона.
Хјуз Х-1 Рејсер представљен је у филму Људи против неба из 1940. године.

## Излагање
Оригинални Х-1 Рејсер је дониран Смитсоновском институту 1975. године и тренутно је изложен у Националном музеју авијације и астронаутике.

## Реплике
Реплика која не лети била је изложена у Националном музеју ваздушних трка од 1993. до 1994. године, након чега је стављена у складиште.
Џим Рајт из Котиџ Гроува у Орегону направио је реплику Х-1 у пуној величини са којом је први пут летео 2002. године. Његова реплика је била толико близу оригинала да јој је ФАА доделила серијски број 2 модела. Његово постигнуће у рекреацији овог ваздухоплова објављено је у многим ваздухопловним часописима.
Дана 4. августа 2003, Рајт је представио своју реплику Х-1 на окупљању „Ервентура” 2003. у Ошкошу у Висконсину. На путу кући за Орегон, напунио је авион горивом у Џилету у Вајомингу. Рајт се кратко састао са локалним новинарима и изјавио да је авион имао проблема са пропелерима. Сат времена након полетања, ваздухоплов се срушила северно од старог гејзира Стари Верни у Националном парку Јелоустоун, убивши Рајта том приликом. Реплика, предвиђена за употребу у филму Авијатичар, потпуно је уништена. Службени извештај о несрећи детаљно описује квар противтеже на пропелеру са константном брзином. Дана 17. децембра 2003, државни аеродром Котиџ Гроув преименован је у Џим Рајт Филд.
Статичка реплика Х-1 била је изложена на стубу поред Хјузовог „Гиздавог гусана” на Лонг Бичу, када је овај други био изложен у куполи у близини брода Квин Мери. Друге реплике које не лете изложене су у инжењерском комплексу Томас Т. Бим на Универзитету Неваде у Лас Вегасу (које је донирала Хауард Хјуз корпорација 1988.) и Музеју летења Санта Марија. Од 2016.ref> San Diego Air and Space Museum Visit  blog post by Aero Telemetry, 12/07/2016, retrieved 26 October 2017</ref> још једна реплика Х-1 гради се у Музеју авијације и астронаутике Сан Дијего.

## Спецификације

### Опште карактеристике
- Посада: 1
- Дужина: 8,23 m
- Распон крила: 9,67 m
- Висина: 2,4 m
- Површина крила: 12,8 m²
- Маса празног ваздухоплова: 1.620 kg
- Бруто тежина: 2.496 kg
- Мотор: 1 × Pratt & Whitney R-1535[18] радијални мотор, 700 кс (521 kW)

### Перформансе
- Максимална брзина: 566 km/h
- Оптерећење крила: 195 kg/m²
- Специфична снага: 210W/kg

## Галерија
- Реп Х-1 Рејсера
- Задњи стајни трап Х-1
- Десна страна Х-1 Рејсера
- Унутрашњи приказ
- Пропелер Х-1
- Задњи део репа Х-1
- Подни метални аеродинамички делови
- Надстрешница са металном конструкцијом у равнини
- Нос Х-1 са приказаним издувним системом
- Предњи инструменти кокпита Х-1 Рејсера
- Бочне команде кокпита Х-1 Рејсера
- Мотор Х-1 Рејсера